# Чариков Іван Матвійович
Іван Матвійович Чариков (27 серпня (9 вересня) 1902, село Єфремово-Зиково Бугурусланського повіту Самарської губернії, тепер Оренбурзької області, Російська Федерація — 25 серпня 1964, Москва) — радянський партійний діяч, 1-й секретар Чуваського обласного комітету ВКП(б). Депутат Верховної Ради СРСР 1—2-го скликань (1941—1950).

## Біографія
Народився в селянській родині. Член РКП(б) з 1924 року.
У 1926 р. закінчив Самарську губернську школу радянського і партійного будівництва. З 1926 по 1930 рік навчався на шкільному відділенні Ленінградського комуністичного політико-освітнього інституту імені Крупської (тепер — Санкт-Петербурзький державний університет культури і мистецтв).
З 1930 по 1937 рік — на педагогічній роботі: учитель історії, директор Бугурусланського сільськогосподарського технікуму (Середньо-Волзький край), завідувач Бугурусланського районного відділу народної освіти, завідувач Чапаєвського міського відділу народної освіти, директор Ульяновського бібліотечного технікуму Куйбишевської області.
У 1937—1938 роках — 2-й секретар Ульяновського міського комітету ВКП(б) Куйбишевської області.
У 1938 році — завідувач відділу керівних партійних органів Куйбишевського обласного комітету ВКП(б).
У 1938—1939 роках — 3-й секретар Куйбишевського обласного комітету ВКП(б).
З 1939 по березень 1940 року — в Управлінні кадрів ЦК ВКП(б).
4 березня 1940 — 2 грудня 1948 року — 1-й секретар Чуваського обласного комітету ВКП(б). Одночасно у березні 1940 — грудні 1948 року — 1-й секретар Чебоксарського міського комітету ВКП(б) Чуваської АРСР.
З 1950 по квітень 1951 року — інспектор ЦК ВКП (б).
У квітні 1951—1953 роках — представник Ради у справах колгоспів при Раді Міністрів СРСР по Новгородській області.
У 1953 році — завідувач промислово-транспортного відділу Новгородського обласного комітету КПРС.
У 1953—1954 роках — 1-й секретар Новгородського міського комітету КПРС.
З 1954 по 1960 рік — начальник відділу Головного управління переселення і організованого набору робітників при РМ РРФСР.
Потім — на пенсії у Москві. Похований на Новодівочому цвинтарі Москви.

## Нагороди
- три ордени Леніна
- орден Вітчизняної війни І ст.
- медалі